# Criciúma Esporte Clube
El Criciúma Esporte Clube és un club de futbol brasiler de la ciutat de Criciúma a l'estat de Santa Catarina.

## Història
El Criciúma Esporte Clube va ser fundat el 13 de maig de 1948, amb el nom de Comerciário Esporte Clube. El club, però, es va desfer degut a una crisi econòmica als anys 60. El club fou refundat de nou el 1976 per alguns membres de l'original Comerciário Esporte Clube. El 1978 fou rebatejat com a Criciúma Esporte Clube, i el 1984 adoptà els actuals colors negre i groc. Anteriorment els seus colors eren blau i blanc.
El seu major èxit fou el 1991 quan guanyà la Copa do Brasil, que a més el classificà per la Copa Libertadores.

## Jugadors destacats
- Jairo Lenzi
- Luiz Felipe Scolari
- Mahicon Librelato
- Paulo Baier
- Paulinho Criciúma
- Roberto Cavalo

## Palmarès
- 1 Copa brasilera de futbol: 1991

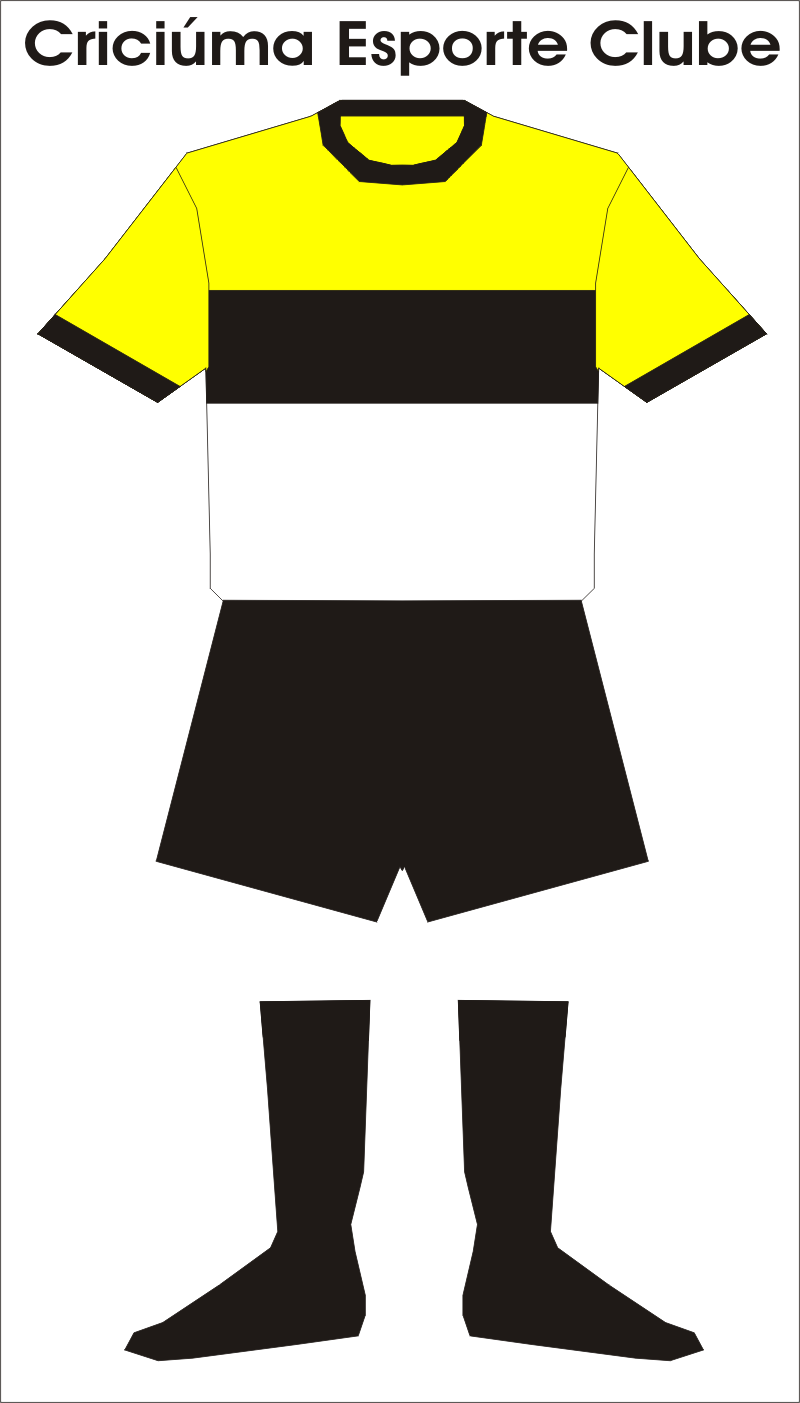
Uniforme tradicional del Criciúma.

- 1 Campionat brasiler de segona divisió: 2002
- 1 Campionat brasiler de tercera divisió: 2006
- 9 Campionat catarinense: 1968(#1|1), 1986, 1989, 1990, 1991, 1993, 1995, 1998, 2005
- 1 Copa de Santa Catarina : 1993